# Vistån
Vistån, en å eller liten skogsälv i Norrbottens län. Den kommer från Lomträsket, en sjö ungefär 15 km SO om Moskosel, och mynnar ut i Piteälven norr om byn Manjärv, ca 17 km NV om Älvsbyn. Längd inkl källflöden ca 100 km, flodområde 1 007 km².[källa behövs]
Vistån är Piteälvens tredje största biflöde efter Varjisån och Abmoälven. Viktigare biflöden till Vistån är Vistbäcken och Brändån. 
Långa sträckor forsar ån parallellt med riksväg 94 mellan Luleå och Arvidsjaur och ger där betydande skönhetsupplevelser.[källa behövs]